# Amélie Mauresmo
Amélie Simone Mauresmo (pronunție în franceză [ameli simɔn moʁɛsmo]; n. 5 iulie 1979, Saint-Germain-en-Laye⁠(d), Île-de-France, Franța) este o fostă tenismană profesionistă franceză, ex-lider mondial. Mauresmo a câștigat două turnee de Mare Șlem la simplu: Australian Open 2006 și Wimbledon 2006, și a câștigat medalia de argint la Jocurile Olimpice de vară din 2004.
Mauresmo a devenit pentru prima dată lideră în clasamentul mondial pe 13 septembrie 2004, menținându-se pe poziție 5 săptămâni consecutiv. Ea a fost cea de-a 15-a lideră mondială în tenisul feminin, de la crearea clasamentului respectiv. Și-a anunțat oficial retragerea din tenisul profesionist pe 3 decembrie 2009, încheindu-și cariera de 15 ani. S-a întors la Wimbledon în 2010 ca și consilier pentru jocul pe iarbă al jucătorului francez Michaël Llodra.
În 1999, după ce a suferit o înfrângere în finala turneului Australian Open, a devenit cunoscut faptul că Mauresmo este lesbiană.